# Osojci
Osojci (szerbül: Осојци), település Bosznia-Hercegovinában, Derventa községben, a Szerb Köztársaság északi régiójában. 

## Fekvése
A település Bosznia-Hercegovina északi részén, Dobojtól légvonalban 31, közúton 44 km-re északnyugatra, községközpontjától légvonalban 4, közúton 5 km-re délnyugatra, a Krnjin-hegység területén, az Ukrina jobb partjától délre, 120-200 méteres magasságban található. Közelében ömlik a Bišnja-patak az Ukrinába.

## Népessége
| Nemzetiségi csoport | Népesség 1991 | Népesség 2013 |
| ------------------- | ------------- | ------------- |
| Szerb               | 132           | 106           |
| Bosnyák             | 0             | 0             |
| Horvát              | 6             | 1             |
| Jugoszláv           | 16            | 0             |
| Egyéb               | 0             | 0             |
| Összesen            | 154           | 107           |

## Története
A település 1878-ig tartozott az Oszmán Birodalomhoz, ekkor a berlini kongresszus határozata alapján az Osztrák-Magyar Monarchia része lett. 1879-ben az első osztrák-magyar népszámlálás során a Derventi járáshoz tartozó településnek 8 háztartása és 52 ortodox lakosa volt. 1910-ben a Derventai járáshoz tartozó településen 21 háztartást, 68 ortodox, 42 római katolikus, 8 görög katolikus és 3 muszlim lakost találtak. A monarchia szétesésével 1918-ban előbb a Szerb-Horvát-Szlovén Királyság, majd 1929-től a Jugoszláv Királyság része lett. 1921-ben a Derventai járáshoz tartozó településnek 161 lakosa volt, közülük 71 ortodox szerb, 76 római katolikus és 14 görög katolikus volt. Az 1929-es törvény értelmében, amikor Bosznia-Hercegovinát négy banovinára, Drinskára, Vrbaskára, Zetskára és Primorskára osztották, a település a Vrbaska banovina (Orbászi bánság) része lett, amelynek székhelye Banja Luka volt. 1939-ben a közigazgatás átszervezésével a Hrvatska banovina (Horvát Bánság) része lett.
A második világháborúban Jugoszlávia megszállása után a Független Horvát Állam (NDH) része lett. A második világháború után 1992-ig a település a szocialista Jugoszlávia keretében a Bosznia-Hercegovinai Népköztársaság része volt. A boszniai háborút lezáró daytoni békeszerződés rendelkezése alapján az ország területét felosztották a Bosznia-hercegovinai Föderáció és a boszniai Szerb Köztársaság között. A békeszerződés utáni területmegosztási megállapodás értelmében a település Derventa község részeként a Boszniai Szerb Köztársasághoz került. 

## Nevezetességei
- A Jokanić-malom és környéke kedvelt turisztikai célpont. Régen harminchat vízimalom volt az Ukrina folyón. Mindegyik működött, és napokat is kellett várniuk, mire a gabonát megőrölték. Bár ezek a múlt kincsei, ma már sajnos csak néhány áll még. Vannak azonban olyanok is, akik még ebben a modern korban is felújítják a régi malmokat, vagy újat építenek. Egyikük a derventai Boro Jokanić, aki vízimalmot épített a Bišnja-patakon. A vízimalom ma is működik, gabonát őröl. A malom körüli táj gyönyörű, a gát alatt pedig egy kis tó található, tele hallal, mely igazi pihenés a léleknek.[8]